# قرية كلايتون (نيويورك)
قرية كلايتون (بالإنجليزية: Clayton (village), New York)‏ هي قرية تقع في الولايات المتحدة في مقاطعة جيفيرسون. يقدر عدد سكانها بـ 1,978 نسمة ومساحتها 6.6 كم2 وترتفع عن سطح البحر 84 متر.

## التركيبة السكانية
حدّد مكتب تعداد الولايات المتحدة بيانات التركيبة السكانية لقرية كلايتون في تعداد الولايات المتحدة. في ما يلي، التركيبة السكانية حسب تعدادي 2000 و2010.

### تعداد عام 2000
بلغ عدد سكان قرية كلايتون 1,821 نسمة بحسب تعداد عام 2000، وبلغ عدد الأسر 828 أسرة وعدد العائلات 493 عائلة مقيمة في القرية. في حين سجلت الكثافة السكانية 273 نسمة لكل كيلومتر مربع (707.1/ميل2). وبلغ عدد الوحدات السكنية 1,049 وحدة بمتوسط كثافة قدره 157.3 لكل كيلومتر مربع (407.4/ميل2).
وتوزع التركيب العرقي للقرية بنسبة 95.83% من البيض و1.26% من الأمريكيين الأفارقة و0.55% من الأمريكيين الأصليين و0.49% من الأمريكيين ذوي الأصول الآسيوية و0.16% من سكان جزر المحيط الهادئ و0.77% من الأعراق الأخرى و0.93% من عرقين مختلطين أو أكثر و2.14% من الهسبانيون أو اللاتينيون من أي عرق.
بلغ عدد الأسر 828 أسرة كانت نسبة 28.5% منها لديها أطفال تحت سن الثامنة عشر تعيش معهم، وبلغت نسبة الأزواج القاطنين مع بعضهم البعض 47.6% من أصل المجموع الكلي للأسر، ونسبة 8.2% من الأسر كان لديها معيلات من الإناث دون وجود شريك، بينما كانت نسبة 3.7% من الأسر لديها معيلون من الذكور دون وجود شريكة وكانت نسبة 40.5% من غير العائلات. تألفت نسبة 35.3% من أصل جميع الأسر من عدة أفراد يعيشون في نفس المنزل ونسبة 20.9% كانت تتألف من شخص يعيش بمفرده يبلغ من العمر 65 عاماً أو أكثر. وبلغ متوسط حجم الأسرة المعيشية 2.19، أما متوسط حجم العائلات فبلغ 2.85.
بلغ العمر الوسطي للسكان 41.0 عاماً. وكانت نسبة 22.6% من القاطنين تحت سن الثامنة عشر، وكانت نسبة 7% بين الثامنة عشر والرابعة والعشرين عاماً، ونسبة 26.1% كانت واقعةً في الفئة العمرية ما بين الخامسة والعشرين والرابعة والأربعين عاماً، ونسبة 23.3% كانت ما بين الخامسة والأربعين والرابعة والستين، ونسبة 20.5% كانت ضمن فئة الخامسة والستين عاماً فما فوق. يوجد لكل 100 أنثى 83.0 ذكر، ويوجد لكل 100 أنثى في الثامنة عشر من عمرها فما فوق 81.5 ذكر.
بلغ متوسط دخل الأسرة في القرية 31,354 دولارًا، أما متوسط دخل العائلة فبلغ 42,208 دولارًا. وكان متوسط دخل الذكور 31,094 دولارًا مقابل 28,375 دولارًا للإناث. وسجل دخل الفرد الخاص بالقرية 18,247 دولارًا. وكانت نسبة 6.3% من العائلات ونسبة 11.7% من السكان تحت خط الفقر، وكان من هؤلاء نسبة 13.5% تحت سن الثامنة عشر ونسبة 12.9% في الخامسة والستين من العمر وما فوق.

### تعداد عام 2010
بلغ عدد سكان قرية كلايتون 1,978 نسمة بحسب تعداد عام 2010، وبلغ عدد الأسر 886 أسرة وعدد العائلات 524 عائلة مقيمة في القرية. في حين سجلت الكثافة السكانية 296.6 نسمة لكل كيلومتر مربع (768.2/ميل2). وبلغ عدد الوحدات السكنية 1,147 وحدة بمتوسط كثافة قدره 172 لكل كيلومتر مربع (445.5/ميل2).
وتوزع التركيب العرقي للقرية بنسبة 95.60% من البيض و1.67% من الأمريكيين الأفارقة و0.46% من الأمريكيين الأصليين و0.25% من الأمريكيين ذوي الأصول الآسيوية و0.96% من الأعراق الأخرى و1.06% من عرقين مختلطين أو أكثر و2.88% من الهسبانيون أو اللاتينيون من أي عرق.
بلغ عدد الأسر 886 أسرة كانت نسبة 28.3% منها لديها أطفال تحت سن الثامنة عشر تعيش معهم، وبلغت نسبة الأزواج القاطنين مع بعضهم البعض 44.1% من أصل المجموع الكلي للأسر، ونسبة 10.7% من الأسر كان لديها معيلات من الإناث دون وجود شريك، بينما كانت نسبة 4.3% من الأسر لديها معيلون من الذكور دون وجود شريكة وكانت نسبة 40.9% من غير العائلات. تألفت نسبة 33.9% من أصل جميع الأسر من عدة أفراد يعيشون في نفس المنزل ونسبة 14.9% كانت تتألف من شخص يعيش بمفرده يبلغ من العمر 65 عاماً أو أكثر. وبلغ متوسط حجم الأسرة المعيشية 2.22، أما متوسط حجم العائلات فبلغ 2.82.
بلغ العمر الوسطي للسكان 38.1 عاماً. وكانت نسبة 23.2% من القاطنين تحت سن الثامنة عشر، وكانت نسبة 8.7% بين الثامنة عشر والرابعة والعشرين عاماً، ونسبة 24.4% كانت واقعةً في الفئة العمرية ما بين الخامسة والعشرين والرابعة والأربعين عاماً، ونسبة 26.2% كانت ما بين الخامسة والأربعين والرابعة والستين، ونسبة 17.5% كانت ضمن فئة الخامسة والستين عاماً فما فوق. وتوزع التركيب الجنسي للسكان بنسبة 45.8% ذكور و54.2% إناث.